# Luca Ariatti
Luca Ariatti (ur. 27 grudnia 1978 w Reggio Emilia) – włoski piłkarz, występujący na pozycji obrońcy lub pomocnika.

## Kariera
Ariatti profesjonalną karierę rozpoczynał w pierwszoligowym klubie A.C. Reggiana 1919. W Serie A zadebiutował 18 maja 1997, w meczu przeciwko Perugii. Na koniec swojego debiutanckiego sezonu, jego drużyna zajęła ostatnie miejsce w lidze i spadła do Serie B. W 1998 roku został wypożyczony do trzecioligowego Ascoli Calcio, gdyż łącznie przez dwa lata rozegrał zaledwie trzy ligowe spotkania w barwach Reggiany. Kiedy przebywał w Ascoli, jego macierzysty klub, po zajęciu siedemnastego miejsca na zapleczu ekstraklasy, został zdegradowany do Serie C. Dopiero wtedy Ariatti zaczął występować w pierwszej jedenastce. W ciągu czterech lat rozegrał siedemdziesiąt dziewięć spotkań w ekipie ze stadionu Giglio. W 2003 roku zdecydował się na przeprowadzkę do Florencji, by reprezentować barwy tamtejszego drugoligowca – Fiorentiny. W pierwszym sezonie po jego przyjściu, klub wywalczył awans do pierwszej ligi, a w kolejnym, dzięki zajęciu szesnastej pozycji, utrzymał się w ekstraklasie. W 2005 postanowiono go sprzedać do drugoligowej Atalanty BC. Tam podobnie jak z Fiorentiną, wywalczył awans do ekstraklasy. W 2007 roku przeszedł do US Lecce, po czym w 2009 został graczem Chievo Werona.